# Desmechinus
Genre
Desmechinus est un genre d'oursins de la famille des Trigonocidaridae.

## Liste des espèces
Selon World Register of Marine Species (24 novembre 2015) :
- Desmechinus anomalus H.L. Clark, 1923
- Desmechinus rufus (Bell, 1894)
- Desmechinus versicolor (Mortensen, 1904)